# Razo
Razo (llamada oficialmente San Martiño de Razo) es una parroquia española del municipio de Carballo, en la provincia de La Coruña, Galicia.

## Otra denominación
La parroquia también se denomina San Martín de Razo.

## Entidades de población
Entidades de población que forman parte de la parroquia:
- Arnados
- Cambrelle
- Nétoma
- Nión
- O Rueiro
- Pardiñas
- Razo da Costa
- Santa Mariña
- Vernes
- Vilar de Cidre

## Demografía
| Gráfica de evolución demográfica de Razo entre 2000 y 2018 |
|                                                            |
| Datos según el nomenclátor publicado por el INE.           |